# Ağaçöven
Ağaçöven (kurd. Gomakoçan) ist ein Dorf im Landkreis Kiğı in der türkischen Provinz Bingöl 28 km südwestlich von Kiğı. Im Jahre 2009 lebten in Ağaçöven 75 Menschen. Der ursprüngliche Name lautete Hoğaskomları. Dieser Name ist seit dem Jahre 2009 im Grundbuch registriert. Im Jahre 2002 wurde das Dorf nach einer Unterbrechung von 19 Jahren wieder an das öffentliche Telefonnetz angeschlossen.